# 선우선
선우선(본명: 정유진, 1975년 3월 21일 ~ )은 대한민국의 배우이다.

## 학력
- 인천대학교 사회체육학사

## 출연 작품

### TV
- 2004년 KBS 《구미호 외전》 - 호위무사 역
- 2005년 SBS 《실제상황 토요일》 - 연애편지 시즌2 (10대)
- 2009년 MBC 《내조의 여왕》 - 은소현 역
- 2009년 SBS 《크리스마스에 눈이 올까요?》 - 이우정 역
- 2011년 KBS 《강력반》 - 진미숙 역
- 2013년 MBC 《백년의 유산》 - 엄기옥 역
- 2015년 SBS 《이혼변호사는 연애중》 - 구애라 역 (특별출연)
- 2015년 SBS 《썸남썸녀》
- 2016년 SBS 《동상이몽, 괜찮아 괜찮아》
- 2016년 tvN 《SNL 코리아 (시즌 8)》 - 호스트
- 2016년 JTBC 《김제동의 톡투유 - 걱정 말아요! 그대》
- 2016년 SBS 《TV 동물농장》 - 753, 754회에 고양이와 같이 출연
- 2017년 SBS 《초인가족 2017》 - 윤지민 역 (특별출연)
- 2018년 MBC 《사생결단 로맨스》 - 장지연 역
- 2025년 Netflix 《트리거》 - 이주연 역

### 영화
- 2003년 《조폭 마누라 2》 - 중국조직원 역
- 2006년 《달콤, 살벌한 연인》 - 정화 역
- 2007년 《오프로드》 - 지수 역
- 2008년 《당신이 잠든 사이에 (단편)》 - 부인 역
- 2008년 《어린왕자》 - 격납고녀 역 (우정출연)
- 2008년 《슈퍼맨이었던 사나이》 - 김작가 역
- 2008년 《하늘을 걷는 소년》 - 마리아 역
- 2008년 《마이 뉴 파트너》 - 유리 역
- 2009년 《거북이 달린다》 - 경주 역
- 2009년 《전우치》 - 여의사 역
- 2011년 《평양성》 - 갑순 역
- 2012년 《슈퍼스타》
- 2012년 《가족시네마》 - 김인아 역
- 2014년 《가시》 - 서연 역
- 2019년 《오늘도 위위》 - 썬엄마 역

### 뮤직비디오
- 2007년 F&F 《I miss you》
- 2007년 데니안 《꿈이었으면》
- 2009년 이현 《30분 전》
- 2009년 엠투엠 《코끝이 짠하잖아요》
- 2010년 민경훈 《아프니깐 사랑이죠》
- 2014년 왁스 《그랬으면 좋을텐데》

### 방송
교양
- 2016년 SBS TV 《TV 동물농장》 - 2회 연속 출연

### 광고
- 2000년
  - 지오다노

- 2004년
  - SK텔레콤 011 레터링 서비스

- 2006년
  - 채널CGV - Red 편

- 2007년
  - 청정원 맛선생
  - 동아오츠카 - 블랙빈테라피

- 2008년
  - LG텔레콤 - 택시 편
  - LG파워콤 - 엑스피드
  - 무슈제이

- 2009년
  - 엘리자베스 아덴
  - 우리카드 - 태준&소현 편
  - 채선당
  - 타이레놀
  - 부강샘스 - 레이캅
  - 롯데주류 - 청하
  - 농심 - 무파마 탕면

## 수상 및 후보
| 연도 | 시상식              | 부문                    | 작품          | 비고 |
| ---- | ------------------- | ----------------------- | ------------- | ---- |
| 2009 | 제30회 청룡영화상   | 신인여우상              | 거북이 달린다 | 후보 |
| 2009 | 제46회 대종상       | 신인여우상              | 거북이 달린다 | 후보 |
| 2009 | MBC 연기대상        | 여자 신인상             | 내조의 여왕   | 후보 |
| 2010 | 제46회 백상예술대상 | 영화부문 여자신인연기상 | 전우치        | 후보 |